# Xã Manchester, Quận Wayne, Pennsylvania
Xã Manchester (tiếng Anh: Manchester Township) là một xã thuộc quận Wayne, tiểu bang Pennsylvania, Hoa Kỳ. Năm 2010, dân số của xã này là 836 người.